# Ричковка
Ри́чковка (рос. Рычковка) — село у складі Переволоцького району Оренбурзької області, Росія.

## Населення
Населення — 262 особи (2010; 307 у 2002).
Національний склад (станом на 2002 рік):
- татари — 51 %
- росіяни — 43 %